# Dănești (Gorj)
Dănești es una comuna ubicada en el distrito de Gorj, Rumania.

## Superficie
Cuenta con una superficie de 80,92 kilómetros cuadrados.

## Demografía
Hasta 2021 la población era de 4703 habitantes, con una densidad de población de 58,12 habitantes por kilómetro cuadrado.